# Israel-Premier Tech
Israel-Premier Tech (código UCI: IPT) es un equipo ciclista israelí de categoría UCI ProTeam desde la temporada 2023.
Es el primer equipo profesional israelí de la historia, el cual busca preparar jóvenes ciclistas de Israel y de otros países sin tradición ciclística, para que tengan la oportunidad de ser parte de la familia del ciclismo profesional. 
Empezaron a competir en 2015 en la categoría Continental. En 2017 ascendieron a la categoría Profesional Continental y en 2020 a la máxima categoría, UCI WorldTeam, tras comprar la licencia del Katusha-Alpecin.

## Corredor mejor clasificado en las Grandes Vueltas
| Año  | Giro de Italia            | Tour de Francia       | Vuelta a España         |
| ---- | ------------------------- | --------------------- | ----------------------- |
| 2015 | -                         | -                     | -                       |
| 2016 | -                         | -                     | -                       |
| 2017 | -                         | -                     | -                       |
| 2018 | 45.º Ben Hermans          | -                     | -                       |
| 2019 | 71.º Rubén Plaza          | -                     | -                       |
| 2020 | 48.º Dani Navarro         | 41.º Dan Martin       | 4.º Dan Martin          |
| 2021 | 10.º Dan Martin           | 40.º Dan Martin       | 86.º James Piccoli      |
| 2022 | 92.º Alessandro De Marchi | 24.º Hugo Houle       | 34.º Carl Fredrik Hagen |
| 2023 | 22.º Derek Gee            | 35.º Dylan Teuns      | -                       |
| 2024 | 44.º Marco Frigo          | 9.º Derek Gee         | 30.º Matthew Riccitello |
| 2025 | 4.º Derek Gee             | 48.º Joseph Blackmore | Bandera de ?            |

## Material ciclista
Para el año 2020 el equipo utiliza bicicletas de la marca Factor, equipadas con grupos Shimano Dura-Ace, ruedas, potencia, marca Black in, pedales Look, las zapatillas Bont, componentes Praxis, gafas Oakley, y nutrición GU.

## Clasificaciones UCI

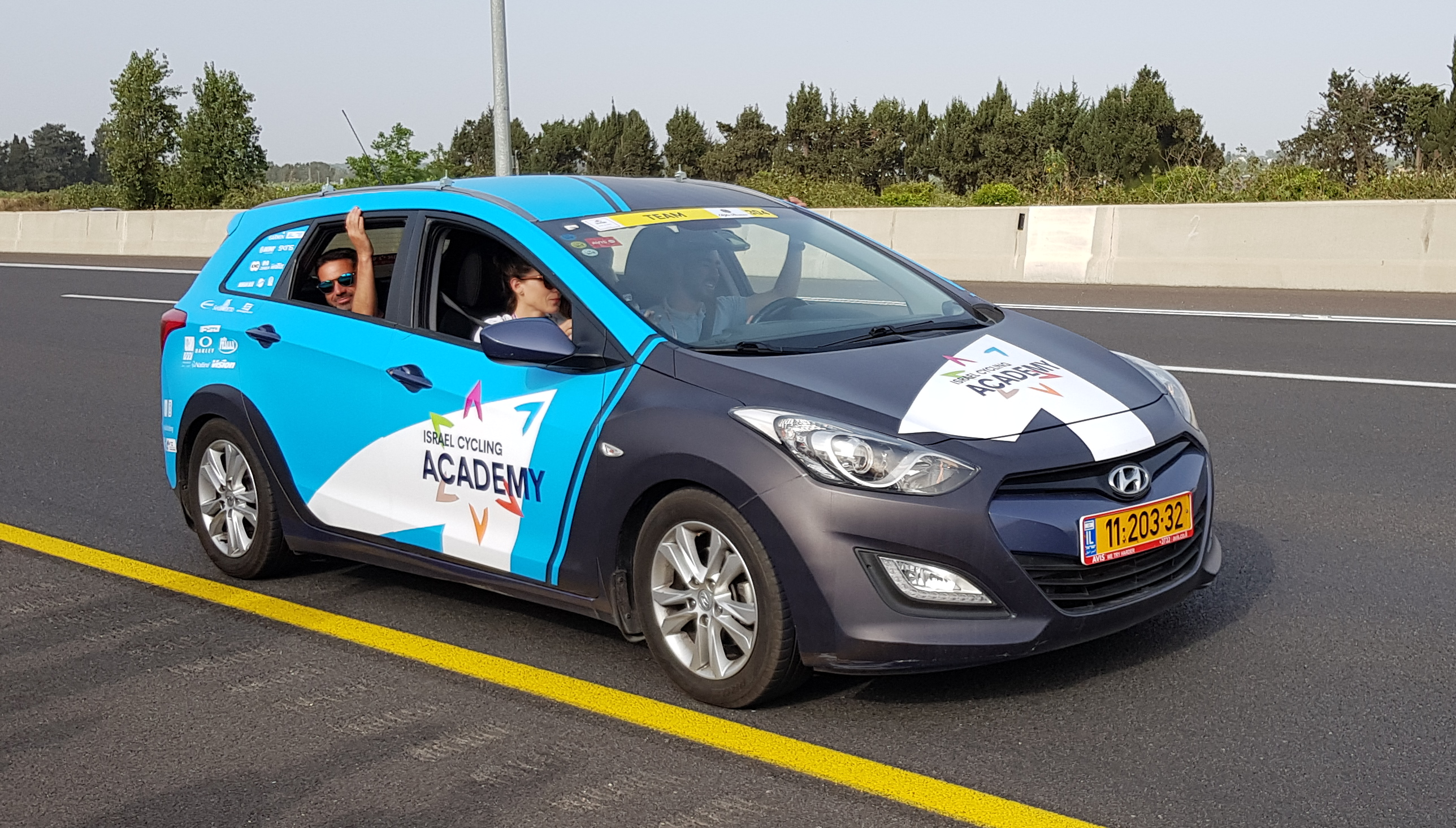
Vehículo del equipo.

### UCI Africa Tour
| Temporada | Clasificación por equipos | Mejor corredor | Posición |
| 2016      | 16.º                      | Dan Craven     | 67.º     |
| 2017      | 19.º                      | Dan Craven     | 92.º     |
| 2018      | 24.º                      | Edwin Ávila    | 203.º    |
| 2019      | -                         | Awe Andemeskel | 100.º    |
| 2020      | -                         | Awe Andemeskel | 33.º     |
| 2021      | -                         | Daryl Impey    | 8.º      |
| 2022      | -                         | Daryl Impey    | 15.º     |
| 2023      | -                         | Daryl Impey    | 130.º    |

### UCI Asia Tour
| Temporada | Clasificación por equipos | Mejor corredor   | Posición |
| 2017      | 42.º                      | Guillaume Boivin | 62.º     |
| 2018      | 10.º                      | Ben Hermans      | 17.º     |

### UCI America Tour
| Temporada | Clasificación por equipos | Mejor corredor   | Posición |
| 2016      | 18.º                      | Mihkel Räim      | 117.º    |
| 2017      | 22.º                      | Guillaume Boivin | 50.º     |
| 2018      | 8.º                       | Ben Hermans      | 9.º      |
| 2019      | -                         | Edwin Ávila      | 19.º     |
| 2020      | -                         | James Piccoli    | 42.º     |
| 2021      | -                         | Michael Woods    | 3.º      |
| 2022      | -                         | Michael Woods    | 10.º     |
| 2023      | -                         | Michael Woods    | 5.º      |

### UCI Europe Tour
| Temporada | Clasificación por equipos | Mejor corredor   | Puesto |
| 2015      | 56.º                      | Bartosz Warchoł  | 323.º  |
| 2016      | 31.º                      | Mihkel Räim      | 116.º  |
| 2017      | 25.º                      | Mihkel Räim      | 160.º  |
| 2018      | 7.º                       | Ben Hermans      | 63.º   |
| 2019      | 4.º                       | Tom Van Asbroeck | 73.º   |
| 2020      | -                         | Dan Martin       | 25.º   |
| 2021      | -                         | Ben Hermans      | 47.º   |
| 2022      | -                         | Dylan Teuns      | 26.º   |
| 2023      | 2.º                       | Dylan Teuns      | 132.º  |

### UCI Oceania Tour
| Temporada | Clasificación por equipos | Mejor corredor   | Puesto |
| 2018      | 11.º                      | Krists Neilands  | 49.º   |
| 2019      | -                         | Zakkari Dempster | 21.º   |
| 2020      | -                         | -                | -      |
| 2021      | -                         | Patrick Bevin    | 25.º   |
| 2022      | -                         | Simon Clarke     | 5.º    |
| 2023      | -                         | Corbin Strong    | 5.º    |

### UCI World Ranking
La Unión Ciclista Internacional elaboraba el Ranking UCI de clasificación de los ciclistas y equipos profesionales.
| Año  | Clasificación por equipos | Mejor corredor | Posición |
| 2020 | 22.º                      | Daniel Martin  | 29.º     |
| 2021 | 10.º                      | Michael Woods  | 13.º     |
| 2022 | 19.º                      | Dylan Teuns    | 32.º     |
| 2023 | 16.º                      | Michael Woods  | 47.º     |

## Palmarés
Para años anteriores, véase Palmarés del Israel-Premier Tech

### Palmarés 2025

#### UCI WorldTour
| Fechas      | Carreras                             | Ganador      |
| 25 de marzo | 2.ª etapa de la Volta a Cataluña     | Ethan Vernon |
| 12 de junio | 5.ª etapa del Critérium del Dauphiné | Jake Stewart |

#### UCI ProSeries
| Fechas       | Carreras                                  | Ganador          |
| 23 de abril  | 3.ª etapa del Tour de los Alpes           | Marco Frigo      |
| 13 de mayo   | Clásica Dunkerque                         | Pascal Ackermann |
| 18 de mayo   | 5.ª etapa de los Cuatro Días de Dunkerque | Jake Stewart     |
| 26 de julio  | 1.ª etapa del Tour de Valonia             | Corbin Strong    |
| 30 de julio  | Tour de Valonia                           | Corbin Strong    |
| 7 de agosto  | 1.ª etapa de la Arctic Race de Noruega    | Corbin Strong    |
| 10 de agosto | Arctic Race de Noruega                    | Corbin Strong    |

#### Circuitos Continentales UCI
| Fechas        | Circuito             | Carreras                          | Ganador            |
| 25 de febrero | UCI Africa Tour 2025 | 2.ª etapa del Tour de Ruanda      | Brady Gilmore      |
| 26 de febrero | UCI Africa Tour 2025 | 3.ª etapa del Tour de Ruanda      | Brady Gilmore      |
| 28 de febrero | UCI Europe Tour 2025 | 3.ª etapa del O Gran Camiño (CRI) | Derek Gee          |
| 2 de marzo    | UCI Europe Tour 2025 | O Gran Camiño                     | Derek Gee          |
| 17 de marzo   | UCI Asia Tour 2025   | 2.ª etapa del Tour de Taiwán      | Brady Gilmore      |
| 19 de marzo   | UCI Asia Tour 2025   | 4.ª etapa del Tour de Taiwán      | Itamar Einhorn     |
| 20 de marzo   | UCI Asia Tour 2025   | Tour de Taiwán                    | Brady Gilmore      |
| 3 de julio    | UCI Europe Tour 2025 | 1.ª etapa del Tour de Sibiu       | Riley Pickrell     |
| 4 de julio    | UCI Europe Tour 2025 | 2.ª etapa del Tour de Sibiu       | Matthew Riccitello |
| 6 de julio    | UCI Europe Tour 2025 | Tour de Sibiu                     | Matthew Riccitello |

#### Campeonatos nacionales
| Fechas      | Carreras                     | Ganador   |
| 28 de junio | Campeonato de Canadá en Ruta | Derek Gee |

## Plantilla
Para años anteriores, véase Plantillas del Israel-Premier Tech

### Plantilla 2025
| Nombre              | Nacimiento | Nacionalidad    | Equipo 2024                 |
| Pascal Ackermann    | 17/01/1994 | Alemania        | Israel-Premier Tech         |
| George Bennett      | 07/04/1990 | Nueva Zelanda   | Israel-Premier Tech         |
| Joseph Blackmore    | 23/02/2003 | Reino Unido     | Israel-Premier Tech         |
| Guillaume Boivin    | 25/05/1989 | Canadá          | Israel-Premier Tech         |
| Simon Clarke        | 18/07/1986 | Australia       | Israel-Premier Tech         |
| Pier-André Côté     | 24/04/1997 | Canadá          | Israel-Premier Tech Academy |
| Itamar Einhorn      | 20/09/1997 | Israel          | Israel-Premier Tech         |
| Marco Frigo         | 02/03/2000 | Italia          | Israel-Premier Tech         |
| Chris Froome        | 20/05/1985 | Reino Unido     | Israel-Premier Tech         |
| Jakob Fuglsang      | 22/03/1985 | Dinamarca       | Israel-Premier Tech         |
| Derek Gee           | 03/08/1997 | Canadá          | Israel-Premier Tech         |
| Jan Hirt            | 21/01/1991 | República Checa | Soudal Quick-Step           |
| Hugo Hofstetter     | 13/02/1994 | Francia         | Israel-Premier Tech         |
| Hugo Houle          | 27/09/1990 | Canadá          | Israel-Premier Tech         |
| Oded Kogut          | 14/02/2001 | Israel          | Israel-Premier Tech         |
| Matis Louvel        | 19/07/1999 | Francia         | Arkéa-B&B Hotels            |
| Alexey Lutsenko     | 07/09/1992 | Kazajistán      | Astana Qazaqstan Team       |
| Krists Neilands     | 18/08/1994 | Letonia         | Israel-Premier Tech         |
| Riley Pickrell      | 16/08/2001 | Canadá          | Israel-Premier Tech         |
| Nadav Raisberg      | 29/03/2001 | Israel          | Israel-Premier Tech         |
| Matthew Riccitello  | 05/03/2002 | Estados Unidos  | Israel-Premier Tech         |
| Nick Schultz        | 13/09/1994 | Australia       | Israel-Premier Tech         |
| Michael Schwarzmann | 07/01/1991 | Alemania        | Israel-Premier Tech         |
| Riley Sheehan       | 16/06/2000 | Estados Unidos  | Israel-Premier Tech         |
| Jake Stewart        | 02/10/1999 | Reino Unido     | Israel-Premier Tech         |
| Corbin Strong       | 30/04/2000 | Nueva Zelanda   | Israel-Premier Tech         |
| Tom Van Asbroeck    | 19/04/1990 | Bélgica         | Israel-Premier Tech         |
| Floris Van Tricht   | 23/06/2001 | Bélgica         | Israel-Premier Tech Academy |
| Ethan Vernon        | 26/08/2000 | Reino Unido     | Israel-Premier Tech         |
| Stephen Williams    | 09/06/1996 | Reino Unido     | Israel-Premier Tech         |
| Michael Woods       | 12/10/1986 | Canadá          | Israel-Premier Tech         |

1. ↑  Hasta el 1 de junio.
2. ↑  Desde el 17 de julio.

Stagiaires

Desde el 1 de agosto, los siguientes corredores pasaron a formar parte del equipo como stagiaires (aprendices a prueba).
| Corredor     | Nacimiento | Nacionalidad | Equipo 2025                        |
| ------------ | ---------- | ------------ | ---------------------------------- |
| Zac Marriage | 12/11/2003 | Australia    | 7Eleven Cliqq Roadbike Philippines |